# Kitakawabe (Saitama)
Kitakawabe (jap. 北川辺町, -machi) war eine Stadt auf der japanischen Hauptinsel Honshū im Landkreis Kitasaitama in der Präfektur Saitama. Am 23. März 2010 vereinigte sie sich mit Ōtone und Kisai zur Gemeinde Kazo.

## Verkehr
- Straße:
  - Nationalstraße 354
- Zug:
  - Tōbu Nikkō-Linie, nach Asakusa oder Nikkō